# العريقوب (ساة)
'

تعديل مصدري - تعديل

العريقوب هي إحدى قرى عزلة ساه بمديرية ساة التابعة لمحافظة حضرموت، بلغ تعداد سكانها 175 نسمة حسب تعداد اليمن لعام 2004.